# حرفاوية
الحرفاوية (الاسم العلمي: Cardamineae) هي قبيلة من النباتات تتبع فصيلة الكرنبية من الرتبة الكرنبيات.

## أجناس الحرفاوية
- الحرف
- فجل الخيل